# Epinephelus goreensis
Epinephelus goreensis es una especie de peces de la familia Serranidae en el orden de los Perciformes.

## Morfología
Los machos pueden llegar alcanzar los 140 cm de longitud total.

## Distribución geográfica
Se encuentra desde Mauritania y Senegal hasta el sur de Angola.